# Braux-le-Châtel
Braux-le-Châtel é uma comuna francesa na região administrativa de Grande Leste, no departamento de Haute-Marne. Estende-se por uma área de 10,62 km². Em 2010 a comuna tinha 146 habitantes (densidade: 13,7 hab./km²).